# Marquesado de O'Shea

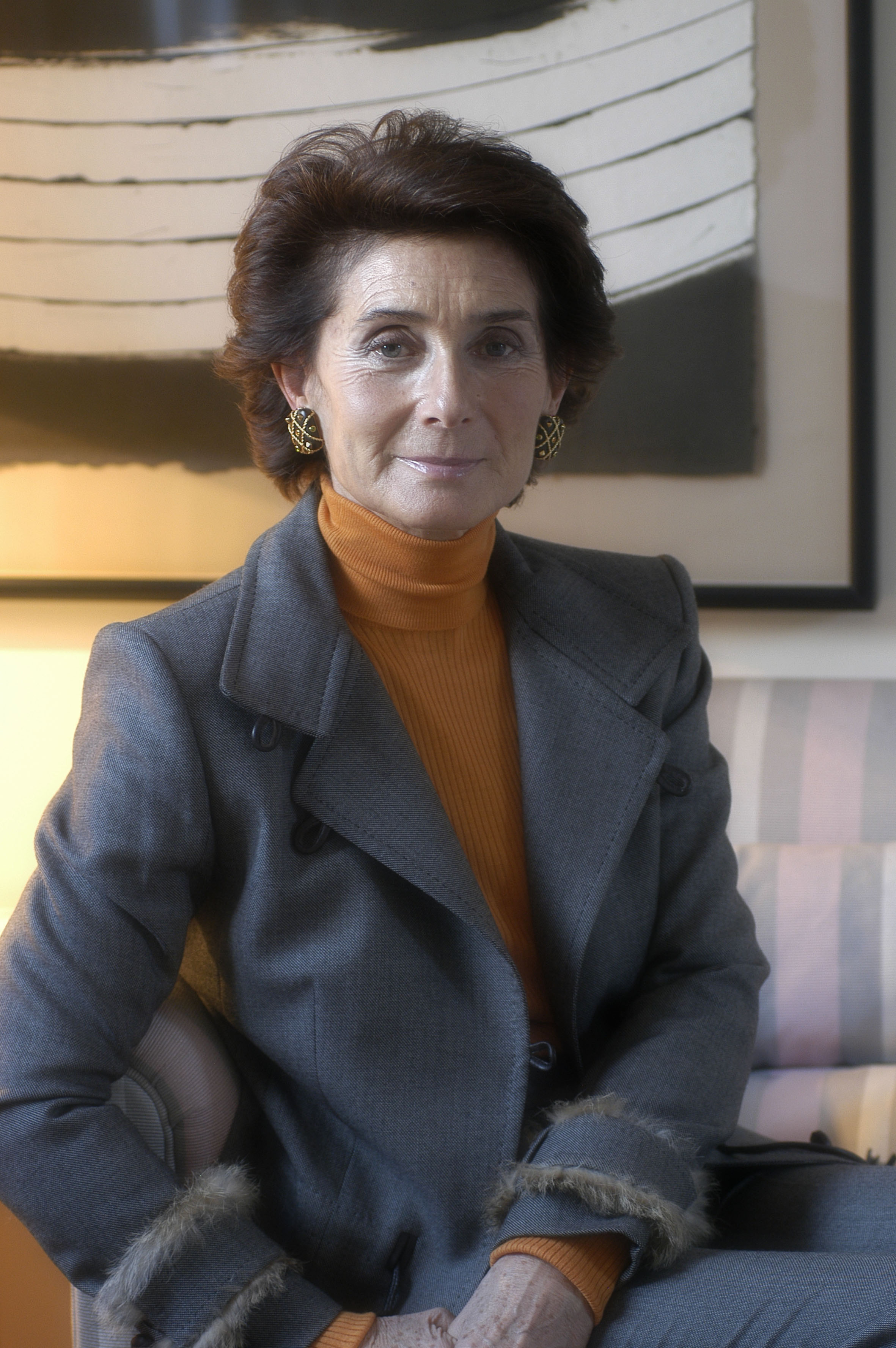
Paloma O'Shea y Artiñano, I marquesa de O'Shea.

El marquesado de O'Shea es un título nobiliario español creado por el rey Juan Carlos I el 11 de julio de 2008 —con despacho en el BOE al día siguiente— en favor de Paloma O'Shea y Artiñano, pianista, fundadora y presidenta de la Fundación Albéniz y de la Escuela Superior de Música Reina Sofía.

## Denominación
La denominación de la dignidad nobiliaria refiere al apellido paterno, de origen irlandés, por lo que es universalmente conocida la persona a la que se le otorgó dicha merced nobiliaria.

## Armas
De merced nueva: O'Shea diferenciadas.

## Marqueses de O'Shea
|                            | Titular                    | Periodo                    |                            |
| Creación por Juan Carlos I | Creación por Juan Carlos I | Creación por Juan Carlos I | Creación por Juan Carlos I |
| -------------------------- | -------------------------- | -------------------------- | -------------------------- |
| I                          | Paloma O'Shea y Artiñano   | 2008-actual titular        |                            |

## Historia de los marqueses de O'Shea
- Paloma O'Shea y Artiñano (1936-), I marquesa de O'Shea.

Casó con el banquero Emilio Botín-Sanz de Sautuola y García de los Ríos (1934-2014) y tuvieron cuatro hijas y dos hijos: Ana, Carolina, Paloma, María del Carmen, Emilio y Francisco Javier Botín-Sanz de Sautuola y O'Shea.